# Amsterdamsche Voetbalbond
De Amsterdamsche Voetbalbond (AVB) is een voormalig voetbalbond in Nederland opgericht op 18 oktober 1894 en behoorde daarmee tot een van de oudste voetbalbonden van Nederland. In 1996 werd de bond die toen eigenlijk vanaf 1940 Afdeling was, opgeheven door herstructurering bij de KNVB.

## Geschiedenis
De Amsterdamsche Voetbalbond werd opgericht op initiatief van de voetbalclub RAP. Deze zocht namelijk tegenstanders voor hun 2e elftal en via een bond zou dit makkelijker gaan.
Op 18 oktober 1894 werd de bond opgericht door vertegenwoordigers van de clubs RAP, Volharding, Quick, Olympia en UNI (allen uit Amsterdam). Deze vijf clubs (RAP met het 2e elftal) speelden in het seizoen 1894/95 een competitie.
In 1940 vond er bij de KNVB een herstructurering plaats. Alle voetbalbonden die Nederland nog had gingen over tot de KNVB met 20 onderafdelingen. In grote lijnen kwam het erop neer dat regionale voetbalbonden opgingen in de grotere voetbalbond uit de regio. Zodoende werd de Amsterdamsche Voetbalbond de Afdeling Amsterdam. Maar tot het einde van deze afdeling in 1996 werd er meer gesproken over de Amsterdams(ch)e Voetbalbond dan over de afdeling Amsterdam.
Bij aanvang van de Afdeling Amsterdam in 1940 bestond de afdeling uit 203 clubs: 132 waren afkomstig uit de Amsterdamsche Voetbalbond, 27 katholieke clubs, 25 uit de Amsterdamsche Kantoor Voetbalbond, 9 uit de Amsterdamsche Volks Voetbalbond, 5 uit de Arbeiders Voetbalbond Holland en 5 uit de Christelijke Nederlandse Voetbal Bond.
Bij de Afdeling Amsterdam waren clubs uit de grote regio van Amsterdam aangesloten.

## Afkorting
De officiële afkorting van de Amsterdamsche Voetbalbond was AVB. Echter werd deze afkorting soms ook gebruikt bij de Apeldoornsche Voetbalbond en de Arnhemsche Voetbalbond. Bij deze bonden was de afkorting niet officieel.